# Cos de bombers
Un cos de bombers o servei de bombers és un organisme jerarquitzat que té per funció la prevenció i l'extinció d'incendis en un territori determinat, i que s'ocupa també de tasques diverses de salvament.
Els cossos de bombers són normalment organismes públics que operen dins d'un municipi, comtat, província, comunitat autònoma, estat o nació. També existeixen organitzacions de bombers privades i especialitzades, com són els industrials, aeroportuaris, o de propietats privades.
Un cos de bombers conté un o més parcs de bombers dins del seu territori, i està format per bombers i bomberes, que poden ser professionals, voluntaris, militars o localitzables. Els cossos de bombers combinats utilitzen una barreja de bombers professionals i voluntaris.

## Competències
Generalment les competències assignades al cossos de bombers són:

### Extinció d'incendis
Extinció d'incendis en edificis, indústries, instal·lacions, transport (vehicles, aeronaus, trens, vaixells…), forestals, subsòl.

### Salvaments
Rescat de persones en accidents de trànsit, laborals, ascensor, pous. Salvament marítim, fluvial, de muntanya. Rescat d'animals atrapats.

### Assistències tècniques
Intervencions per patologies urgents en la construcció (sanejaments, apuntalaments, desallotjaments). Incidències en les xarxes de subministrament energètic (electricitat, gas, aigua,...). Accions derivades de fenòmens meteorològics (inundacions, nevades, tempestes, vent).

### Accions preventives
Vigilància forestal. Vigilàncies d'actes de pública concurrència amb risc especial (pirotècnia, aglomeracions). Vigilància de càrregues i descàrregues de matèries perilloses al port.

### Formació
Formació interna. Formació externa (escoles, indústries…).

### Prevenció d'incendis
Revisar el compliment de la normativa de protecció contra incendis dels projectes de nova construcció, reforma o activitat. Inspecció de locals de pública concurrència i activitats per a comprovar el compliment de la normativa de p.c.i.

### Investigació sinistral
Investigar i analitzar els sinistres per tal d'informar de les causes, les conseqüències i els danys.

## Història

### Antiga Roma
La primera organització de bombers va ser a Roma l'any 6 dC, en època de l'emperador August, que es va crear el cos de vigiles, un grup de 600 esclaus alliberats especialitzats en l'extinció d'incendis, sota les ordres del Prefecte de vigilància (Praefectus vigilum). Disposaven de 14 quarters (excubitoria) distribuïts per la ciutat, i d'eines prou sofisticades, com escales, galledes de corda teixida, destrals, i fins i tot bombes hidràuliques, que manipulaven els siphonari, professionals especialitzats.

### Segle XI
Durant la Dinastia Song, a la Xina es van crear els cossos de bombers urbans professionals, que formaven part de l'establiment militar. Disposaven d'eines per a l'extinció d'incendis: barrils grans i petits, aspersors, pals de cànem, destrals i serres, escales, cables grans, fanals, armilles de foc, bosses d'aigua (fetes amb pell de bestiar i lligades amb pals de bambú de 3 metres). La primera ciutat en disposar de brigada contra incendis va ser la capital de Song del Nord, Bianjing (actual Kaifeng), on van construir una torre de guaita d'incendis i hi havia patrulles de vigilància d'incendi cada 300 passos. A la capital de Song del Sud, Lin'an (actual Hangzhou), van millorar la protecció contra incendis, amb patrulles cada 200 passos, torre de guaita d'incendis de 12 metres d'alçada, amb soldats vigilant dia i nit.

### Segle XVII
El 1678 la ciutat de Boston, als EUA, va contractar una companyia pública de bombers, amb Thomas Atkins com a cap del servei.
Després del Gran Incendi de Londres, el 1666, l'economista i constructor Nicholas Barbon el 1680 va crear la primera companyia d'assegurances d'edificis, la Fire Office, també anomenada Phoenix, que incloïa una brigada de bombers que extingia els incendis dels edificis que tinguessin a la façana la placa d'assegurances d'incendis de la seva companyia. Aviat van sorgir altres companyies d'assegurances similars.
A Viena, el 1686 ja hi havia un cos de bombers professional, doncs hi ha constància del sou que cobraven els 4 bombers de la ciutat. El 1688 l'emperador Leopold va comprar dos cotxes de bombers per a la Hofburg, que també estaven disponibles per a la ciutat.
A Amsterdam, el pintor i inventor Jan van der Heyden va inventar la primera mànega d'incendis, el 1668 va inventar una bomba hidràulica a la qual es connectava la mànega, i el 1690 va publicar un manual il·lustrat, en què descriu els seus invents i explica la seva experiència en l'organització d’una brigada de bombers voluntaris a Amsterdam.

### Segle XIX
El fet que les brigades d'incendis es negaven a extingir els incendis dels edificis que no estaven assegurats, va provocar que els ajuntaments d'arreu comencessin a crear els cossos de bombers municipals. El primer va ser el d'Edimburg, fundat el 1824, dirigit pel cap de bombers James Braidwood, qui el 1833, en crear-se el cos de bombers de Londres, passaria a ser-ne el cap. Bombers de Barcelona també es va crear el 1833.